# Infanta Blanca a Spaniei
Infanta Blanca a Spaniei (7 septembrie 1868 – 25 octombrie 1949) a fost fiica cea mare a lui Carlos, Duce de Madrid, pretendent carlist la tronul Spaniei sub numele de  Carlos al VII-lea  și a primei soții, Prințesa Margherita de Bourbon-Parma.
Blanca a fost membră a Casei de Bourbon și Infantă a Spaniei prin naștere. În 1889 s-a căsătorit cu Arhiducele Leopold Salvator de Austria. Cuplul a avut zece copii. Familia a părăsit Austria după sfârșitul minarhiei și s-a stabilit la Barcelona. Când linia masculină a familiei Blancăi s-a terminat odată cu moartea unchiului ei, Alfonso Carlos, Duce de San Jaime, unii carliști au recunoscut-o ca fiind moștenitoarea legitimă a drepturilor carliste.

## Căsătorie și copii

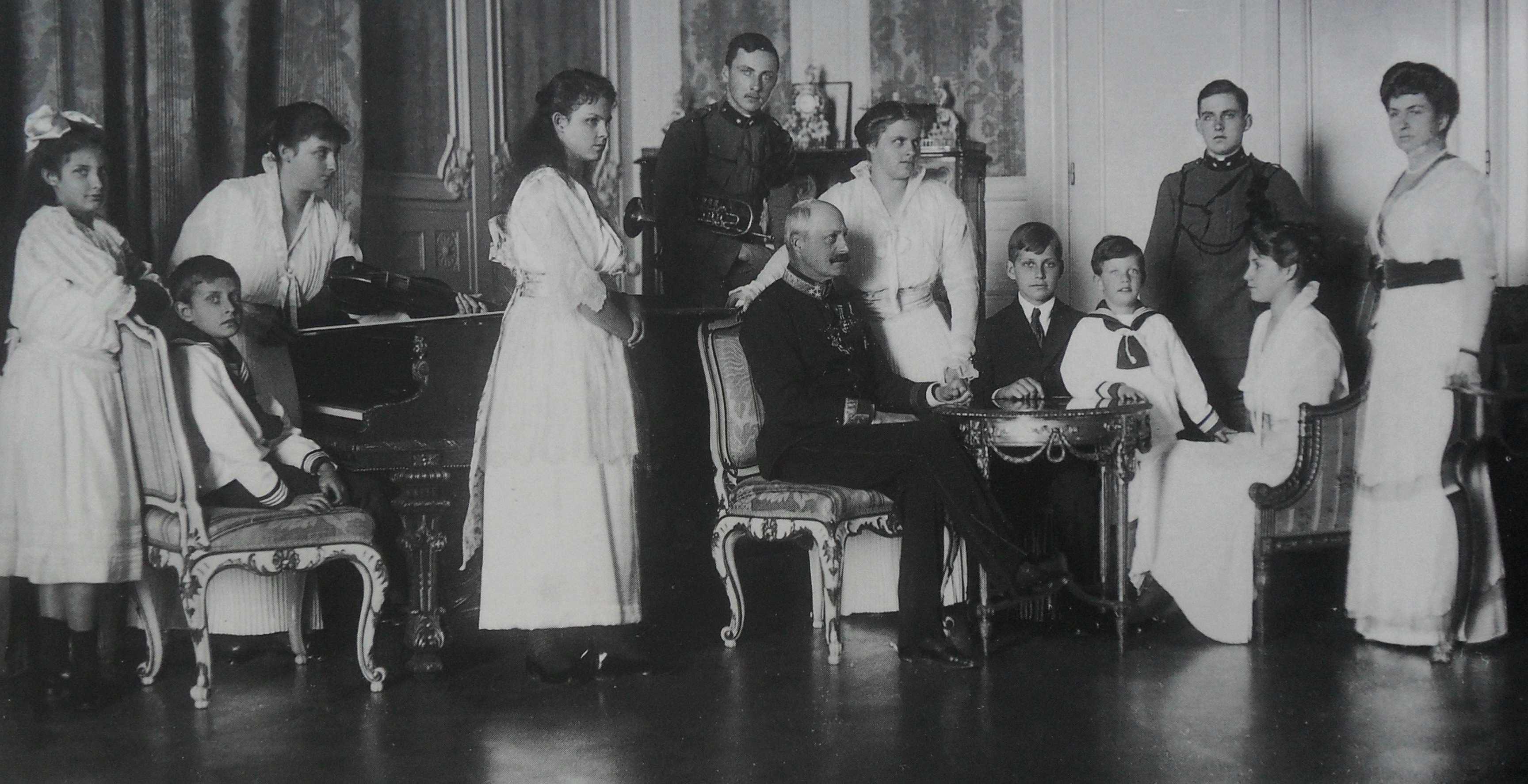
Arhiducele Leopold Salvator, Infanta Blanca a Spaniei împreună cu cei 10 copii ai lor. De la stânga la dreapta: Arhiducesa Assumpta, Arhiducele Franz Josef, Arhiducesa Maria Immaculata, Arhiducesa Maria Antonia, Arhiducele Rainier, Arhiducele Leopold Salvator de Austria, Arhiducesa Dolores, Arhiducele Anton, Arhiducele Karl, Arhiducele Leopold, Arhiducesa Margareta și Infanta Blanca. Viena, 1915.

La 24 octombrie 1889 Infanta Blanca s-a căsătorit cu Arhiducele Leopold Salvator de Austria, al doilea fiu al Arhiducelui Karl Salvator
 
Împreună au avut 10 copii: 
- Arhiducesa Maria de los Dolores de Austria (1891-1974)
- Arhiducesa Maria Immaculata de Austria (1892-1971)
- Arhiducesa Margareta de Austria(1894-1986)
- Arhiducele Rainier de Austria (1895-1930)
- Arhiducele Leopold Maria de Austria (1897-1958)
- Arhiducesa Maria Antonia de Austria (1899-1977)
- Arhiducele Anton de Austria (1901-1987) care s-a căsătorit cu Ileana a României
- Arhiducesa Assumpta Alice de Austria (1902-1993)
- Arhiducele Franz Josef de Austria(1905-1975)
- Arhiducele Karl Pius de Austria (1909-1953)

1. ↑  Katalog der Deutschen Nationalbibliothek, accesat în 17 iulie 2021